# Baughan
Baughan va ser un fabricant de motocicletes i autocicles britànic que tingué activitat del 1920 al 1936. Fundada inicialment a Harrow, Middlesex (al Gran Londres), la companyia es va traslladar el 1921 a Stroud, Gloucestershire. Després de finalitzar la producció de motocicletes, l'empresa va continuar en actiu dedicada a l'enginyeria en general i a la indústria dels plàstics.

## H.P. Baughan
Henry P. "Harry" Baughan era un conegut pilot de trial durant la dècada del 1920. A més, n'organitzava moltes proves prop de la seva vila natal de Stroud, Gloucestershire; quan ja vivia a Harrow i treballava d'enginyer aeronàutic. Partint d'aquests inicis esportius (en una època en què la fabricació i l'experimentació amb motocicletes es consideraven un art normal, gairebé casolà), Baughan va començar a fabricar les seves pròpies motos.

## Producció
A la dècada del 1920, Baughan s'havia construït el seu propi primer autocicle de quatre rodes, propulsat per un motor JAP V-twin refrigerat per aire. Quan alguns dels seus rivals a les curses n'hi demanaren un de similar, el va començar a produir fent servir un JAP amb motor V-twin refrigerat per aigua Blackburne de 998 o 1.097 cc. La tracció es dirigia a les rodes posteriors mitjançant una caixa de canvis Sturmey-Archer de tres velocitats i marxa enrere i transmissió final per cadena. El xassís tenia una distància entre eixos de 2.300 mm i duia suspensió de quart de ballesta el·líptica. La carrosseria era lleugera, oberta amb dos seients. La producció d'aquests autocicles es va acabar el 1925, però alguns cotxes nous es van seguir venent fins al 1929. No se sap quants cotxes va fabricar Baughan en total, però almenys un en sobreviu.
Després dels seus èxits en competicions de trial a començaments de la dècada del 1930, Baughan va començar a fabricar una gamma de motocicletes optimitzades per a aquesta modalitat fins al 1936. Tot i que disposava d'una plantilla de producció, cada moto duia un equipament personalitzat per al client. De nou amb motors Blackburne o, sobretot, JAP V-twin, de cilindrada entre els 250 i els 500 cc, tots feien servir boixes qd. Se suposa que la producció en va ser reduïda.
A mesura que s'acostava la Segona Guerra Mundial, coincidint amb el seu declivi esportiu i el de les seves motocicletes, Baughan es va anar centrant en la producció de peces d'avions.

## Postguerra
Acabada la guerra, Baughan Ltd va continuar existint com a productor d'equips de processament de plàstics. L'empresa va fabricar una àmplia gamma d'equips, incloses extrusores d'un sol cargol i molins de dos corrons, molts d'ells encara en ús actualment. La companyia va ser finalment adquirida per la ja desapareguda Rondol Technology Ltd, un fabricant d'equips de processament de polímers amb seu a Staffordshire.